# Pennisetum domingense
Pennisetum domingense är en gräsart som först beskrevs av Spreng., och fick sitt nu gällande namn av Spreng.. Pennisetum domingense ingår i släktet borstgräs, och familjen gräs. Inga underarter finns listade i Catalogue of Life.